# Trépan-benne

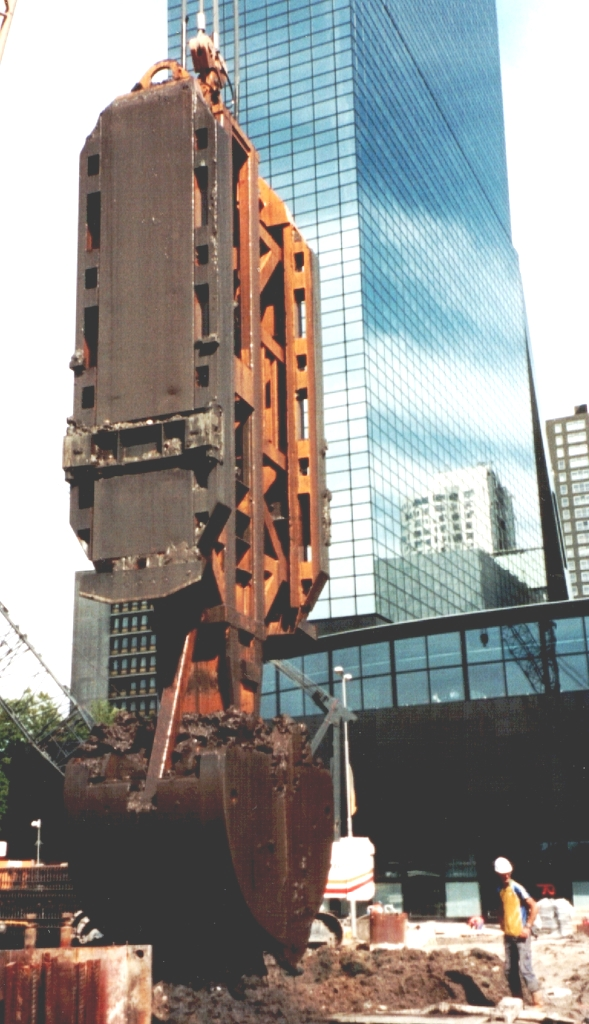
en.

Un trépan-benne, ou hammergrab, est une benne preneuse à câble utilisée dans le forage, notamment des parois moulées, des pieux forés et des barrettes.
La benne s'utilise à l'aide d'une grue treillis munie d'un treuil débrayable.
La benne est munie de deux godets « en pince » pour emprisonner la terre. On fait tomber en chute libre la benne ouverte dans la fouille, et par un mécanisme, les godets se referment, permettant de retirer et remonter les déblais. Les godets sont adaptables en fonction du terrain.
Lorsque l'excavation rencontre une zone dure, on utilise un trépan afin de fragmenter le sol avant de reprendre le travail à la benne, ou à l'« hydrofraise ».